# Низы (Сумская область)
Низы́ (укр. Низи) — посёлок, Низовский поселковый совет, Сумский район, Сумская область, Украина.
Является административным центром Низовского поселкового совета, в который, кроме того, входит село Луговое.

## Географическое положение
Посёлок городского типа Низы находится на левом берегу реки Псёл в месте впадения в неё реки Сыроватка,
выше по течению реки Сыроватка на расстоянии в 0,5 км расположено село Нижняя Сыроватка,
на противоположном берегу реки Псёл — село Луговое.
Реки в этом месте извилистые, образуют лиманы, старицы и заболоченные озёра.

## История
Село известно с 1662 года, до середины XIX века называлось Низ. Основателем считается полковник Герасим Кондратьев, потомки которого жили здесь до 1880 года.
В ходе Великой Отечественной войны в 1941—1943 гг. селение было оккупировано немецкими войсками.
В 1956 году селу был присвоен статус посёлок городского типа.
В 1973 году здесь действовали сахарный завод, кирпичный завод, животноводческий совхоз и производство фруктовых вод.
В 1983 году здесь действовали сахарный комбинат, средняя школа, больница, две библиотеки и клуб.
В январе 1989 года численность населения составляла 3 209 человек.
В июле 1995 года Кабинет министров Украины утвердил решение о приватизации Низовского свеклосовхоза.
На 1 января 2013 года численность населения составляла 2889 человек.

## Экономика

Вид на плотину Низовской ГЭС

- гидроэлектростанция на реке Псёл.

## Транспорт
Железнодорожная станция Низы на линии Сумы — Богодухов Южной железной дороги.

## Объекты социальной сферы
- Детский сад.
- Школа.
- Музыкальная школа.

## Известные уроженцы
- Бабка-Бабченко К. М. — участник восстания на броненосце «Потемкин» в 1905 году[8].
- Из села Низы ведёт своё происхождение род известного певца Льва Лещенко. Здесь родился его дед Андрей Васильевич Лещенко, переехавший в 1900 году в село Любимовка Курской губернии, где устроился бухгалтером на сахарный завод[9].

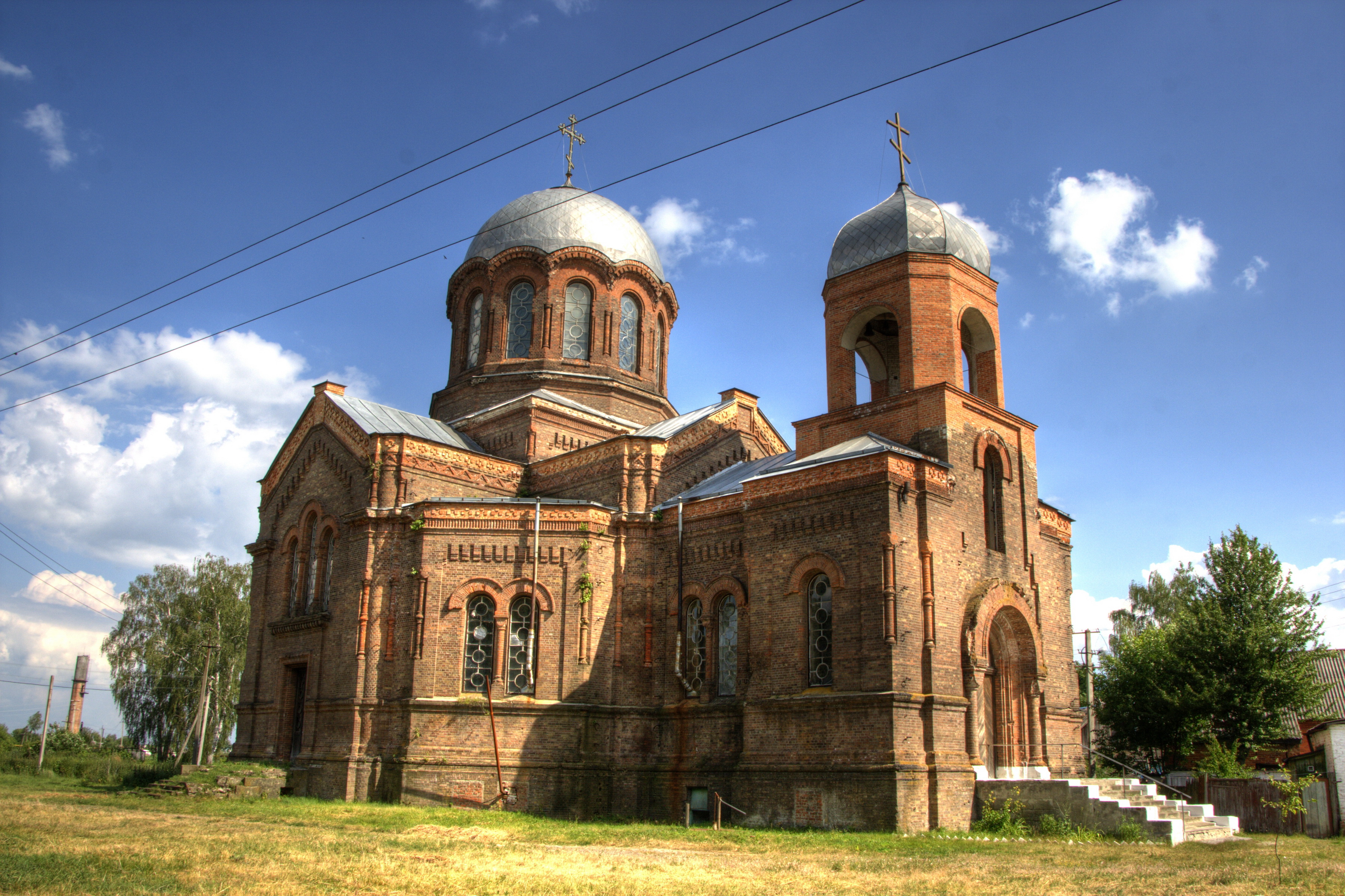
Церковь Иоанна Богослова

## Достопримечательности
- Храм Иоанна Богослова. Первый деревянный храм построил Герасим Кондратьев в 1678 году в память о погибшем сыне Иване. Ныне действующий, каменный, сооружен перед самой революцией, в 1910 году.
- Мемориальный музей П. И. Чайковского[4], открыт в 1965 году в здании усадьбы Н. Д. Кондратьева, где в 1871—1879 годы жил композитор[2] (памятник гражданской архитектуры конца ХVІІI — начала ХІХ столетий).